# 찰리 위즐리
몰리 위즐리와 아서 위즐리의 아들이고 빌 위즐리의 동생이며 퍼시 위즐리와 프레드 위즐리와 조지 위즐리와 론 위즐리와 지니 위즐리의 형이고, 오빠이다. 루마니아에서 용을 연구한다. 호그와트 재학 당시 퀴디치 선수였으며 포지션은 수색꾼이었다.